# 지배권
지배권(支配權, 영어: control)은 타인의 행위를 필요로 하지 않고 일정한 객체를 직접 지배할 수 있는 권리를 말한다. 물권, 무체재산권, 인격권이 이에 속한다.

## 참고 문헌
- 이상태, 《물권법》 법원사, 2009. ISBN 9788991512429[쪽 번호 필요]